# Dicks on Fire
Dicks on Fire (deutsch: Brennende Schwänze) ist ein Musikprojekt des deutschen Entertainers Stefan Raab, das er 2005 zusammen mit dem Komiker Rick Kavanian und dem Sänger Max Mutzke ins Leben rief.

## Wirken
Mit der Single I Want Rock erreichte das Trio im Juli 2005 die deutschen und österreichischen Charts. Der Song stammte ursprünglich vom Soundtrack der Spielfilmkomödie (T)Raumschiff Surprise – Periode 1 aus dem Jahr 2004. Die Neuaufnahme entstand zur Promotion der TV total Stock Car Crash Challenge, die Raab am 25. Juni 2005 als Sondersendung seiner Fernsehshow TV total veranstaltete.
Am 20. Oktober 2007 haben Dicks on Fire zusammen mit der Metalband Rage im Rahmen einer weiteren Stock Car Crash Challenge ihren Titel S.U.P.E.R.B.A.D. Motherfucker vorgestellt, der einen Tag vorher veröffentlicht wurde.
Am 12. Oktober 2013 gab es ein Comeback bei der TV total Stock Car Crash Challenge zusammen mit Lena Meyer-Landrut und dem Lied Revolution, jedoch diesmal ohne Gründungsmitglied Rick Kavanian.